# Franco Mariano Mulas
Franco Mariano Mulas (Fonni, 3 maggio 1942 – Nuoro, 24 giugno 2023) è stato un medico e politico italiano.

## Biografia
Nato a Fonni nel 1942, conseguì la laurea in medicina e chirurgia all'università di Cagliari nel 1971, ottenendo la specializzazione in igiene e medicina preventiva a Roma nel 1975. Iniziò a lavorare come medico nella città di Nuoro e dal 1974 al 1977 fu dirigente sanitario ENPDEDP (Ente nazionale previdenza dipendenti enti di diritto pubblico) presso la sede provinciale nuorese. Nel 1977 fu nominato ispettore sanitario e vice-direttore dell'Ospedale San Francesco, divenendone direttore nel 1994. Dal 1997 al 2000 fu direttore sanitario dell'Ospedale San Martino di Oristano.
Per anni attivo politicamente nelle file della Democrazia Cristiana, venne eletto sindaco di Nuoro nel 1975, rimanendo in carica fino al 1979, quando venne sostituito da Antonello Soro. Dal 1983 al 1994 fu consigliere regionale della Sardegna, ricoprendo anche la carica di assessore degli affari generali, personale e riforme nelle giunte Floris e Cabras dal 1989 al 1992.
Dal'11 agosto 2000 al 4 aprile 2011 ricoprì l'incarico di direttore generale dell'Azienda sanitaria di Nuoro. In seguito diresse fino al 2017 la clinica privata di riabilitazione Santa Maria Bambina a Oristano.
Ritiratosi a vita privata, morì a Nuoro dopo una breve malattia nella sera del 24 giugno 2023.